# Marcin Krakowiak
Marcin Krakowiak (ur. 17 maja 1993 w Tomaszowie Mazowieckim) – polski zawodnik mieszanych sztuk walki (MMA). Współzałożyciel federacji Wirtuoz Challenge. Uczestnik pierwszej edycji programu „Tylko jeden”. Aktualnie związany z federacją KSW, w której rywalizuje w wadze półśredniej.

## Kariera MMA

### Wczesna kariera
Swoją pierwszą profesjonalna walkę odbył 24 października 2015 roku na gali IFN 1: Let’s Begin. Pojedynek wygrał poprzez duszenie za pleców w drugiej rundzie.
Swoją następną walkę stoczył na gali Time of Masters 2. Przegrał poprzez decyzje. 17 marca 2018 na gali WLC 3: Knockout dopisał do rekordu kolejną wygraną w zaledwie 20 sekundzie walki.

### Wirtuoz Challenge
Krakowiak 3 razy walczył na galach organizacji Wirtuoz Challenge. Pierwszą walkę stoczył z Mateuszem Grzeżółkowskim. Walkę wygrał poprzez duszenie za pleców.
Następny bój stoczył z Denisem Kurdinovem. Walkę wygrał poprzez wysokie kopnięcie na głowę.
Ostatnią do tej pory potyczkę na gali Wirtuoz Challenge stoczył z Ruslanem Heleshko. Walka skończyła się szybkim nokautem ze strony Lubiatowianina.

### FEN
Marcin Krakowiak dla organizacji FEN stoczył dwa boje które skończył poddaniami rywali. Podczas gali FEN 24 10 sekund przed końcem walki poddał Mateusza Strzelczyka. Za to skończenie otrzymał bonus od organizacji. 
W drugą walce, którą stoczył 12 października 2019 na gali FEN 26: The Greatness poddał pierwszej rundzie poprzez brutalną gilotynę Jarosława Lecha. Po walce ponownie został nagrodzony bonusem za poddanie wieczoru.

### Program „Tylko Jeden” i AFN
„Krakus” otrzymał angaż w reality show Polsatu „Tylko Jeden”. Już w pierwszym odcinku pokazał swoje umiejętności poprzez szybkie poddanie Pawła Kiełka w pierwszej walce programu. W półfinale zmierzył się z Tomaszem Romanowskim z którym po 3 rundowym boju przegrał na punkty. Mimo porażki zawalczył on w finale, gdyż jeden z zawodników doznał kontuzji ręki przez co nie mógł zawalczyć w finale. Po 15 minutowym boju sędziowie orzekli po raz drugi zwycięstwo Romanowskiego.
11 września 2020 Krakowiak stoczył walkę z Łukaszem Stankiem na Armia Fight Night 8: MINUTOR Energia. Pojedynek wygrał poprzez TKO w pierwszej rundzie.

### KSW
30 listopada tego samego roku Krakowiak poinformował o podpisaniu kontraktu z organizacją KSW. Po pewnym czasie ogłoszono, że jego przeciwnikiem będzie Kacper Koziorzębski. Podczas gali KSW 57 zadebiutował dla polskiego giganta, gdzie po dobrej walce pokonał w trzeciej rundzie Kacpra Koziorzębskiego przez poddanie (duszenie gilotynowe). Dodatkowa nagroda bonusowa za walkę wieczoru trafiła do obu zawodników. 
17 lipca 2021 na KSW 62 miał skrzyżować rękawice z byłym mistrzem federacji AFN w wadze średniej, Tomaszem Jakubcem, jednak ten wypadł z tego starcia z powodu złamania ręki. Nowym rywalem popularnego Krakusa został niepokonany Borys Borkowski. Pojedynek w pierwszej odsłonie zwyciężył Krakowiak, po kontuzji ręki rywala.
23 października 2021 podczas wydarzenia KSW 64 skrzyżował rękawice z mistrzem federacji Thunderstrike Fight League w wadze średniej, Cezarym Kęsikiem. Walkę przegrał w trzeciej rundzie przez techniczny nokaut, po emocjonującym starciu. Pojedynek nagrodzono bonusem za najlepszą walkę wieczoru.
Po półtora rocznej przerwie, na gali XTB KSW 81: Bartosiński vs. Szczepaniak, która odbyła się 22 kwietnia 2023 w Tomaszowie Mazowieckim, zmierzył się z nigeryjsko-irlandzkim zawodnikiem, Henrym Fadipe. Krakowiak zwyciężył po trzech rundach jednogłośną decyzją sędziowską (29-28, 30-27, 29-28). Pojedynek zakontraktowano w limicie kategorii półśredniej.  
Niespełna 4 miesiące później, na wydarzeniu XTB KSW 85: Parnasse vs. Ruchała w Nowym Sączu stoczył walkę z Michałem Pietrzakiem. Wygrał przez niejednogłośną decyzję sędziowską. Jeden arbiter punktował 29-28 dla Pietrzaka, zaś dwaj pozostali w takim samym stosunku dla Krakowiaka.  
Oczekiwano, że 7 czerwca 2024 na gali KSW 95 w Olsztynie, zawalczy z byłym mistrzem FEN wagi piórkowej, Adrianem Zielińskim. Ostatecznie Krakowiak wypadł z tego zestawienia z powodu kontuzji.  
24 sierpnia 2024 podczas KSW 97: Bajor vs. Scheffel w Tarnowie podjął Muslima Tulszajewa. W drugiej rundzie Niemiec po wyprowadzonych uderzeniach w stronę Krakowiaka doprowadził do rozcięcia jego głowy, w wyniku czego sędzia wezwał do klatki lekarza, który nie dopuścił reprezentanta klubu Octopus Łódź do kontynuowania walki.  
Kolejną walkę stoczył 26 kwietnia 2025 z Adamem Niedźwiedziem podczas XTB KSW 105 w gliwickiej PreZero Arenie. W pierwszej rundzie został poddany rzadką techniką zwaną omoplatą.  

## Kariera w grapplingu
22 listopada 2015 roku na Mistrzostwach Polski w brazylijskim jiu-jitsu zdobył brązowy medal w kategorii białych pasów do -88,3 kg.
3 października 2020 po pięciu mocnych walkach w submission fightingu wywalczył brązowy medal na XVI Mistrzostwa Polski ADCC w kategorii zaawansowani -91 kg.
We wrześniu 2020 zdobył kolejny brązowy medal podczas wydarzenia „X Puchar Polski No-Gi”.
25 marca 2022 zawalczył dla swojej federacji Wirtuoz Challenge, podczas 8 gali tego wydarzenia. Pojedynek stoczył na zasadach grapplingu z Kamilem Gawryjołkiem. Walka zakończyła się po 10 minutach remisem, gdyż nikt nie zakończył jej przed czasem.

## Osiągnięcia

### Brazylijskie jiu-jitsu
- 2012: III Gold Team Open Polish Championship – 1 miejsce w kategorii masters; białe pasy; -82,3 kg[44]
- 2015: XI Mistrzostwa Polski w Brazylijskim Jiu-Jitsu w formule Gi (kimona) – 3 miejsce w kat. białe pasy; -88,3 kg[39]
- 2015: Winter Open 2015 – 3 miejsce w kategorii – białe pasy; gi; -94,3kg, 1 miejsce w kategorii – białe pasy; no-gi; -91,5kg, 3 miejsce w kategorii – master białe pasy nogi; -91,5kg[45]
- 2016: Octopus BJJ Cup 2 – 2 miejsce w kategorii – adult; niebieskie pasy; -88,3 kg[46]
- 2016: Octopus BJJ Cup 3 – 2 miejsce w kategorii – białe/niebieskie pasy; OPEN[47]
- 2017: XIII Mistrzostwa Polski BJJ w Poznaniu – 3 miejsce w kategorii – adult; niebieskie pasy; -88,3 kg[48]
- 2020: X Puchar Polski No-Gi – 3 miejsce w kategorii – adult; purpurowe pasy; -91,5 kg[41]
- Najwyższy stopień: Purpurowy pas

### Submission fighting
- 2020: XVI Mistrzostwa Polski ADCC – 3 miejsce w kategorii zaawansowani -91 kg[40][49]

## Lista zawodowych walk w MMA
| Wynik     | Bilans | Przeciwnik (bilans przed walką) | Rozstrzygnięcie                          | Runda | Czas | Rozgrywki                                       | Data                     | Miejsce             | Uwagi                                                          |
| --------- | ------ | ------------------------------- | ---------------------------------------- | ----- | ---- | ----------------------------------------------- | ------------------------ | ------------------- | -------------------------------------------------------------- |
| Przegrana | 13-6   | Adam Niedźwiedź (9-4-1)         | Poddanie (omoplata)                      | 1     | 2:53 | XTB KSW 105: Bartosiński vs. Grzebyk 2          | 26.04.2025               | Gliwice             |                                                                |
| Przegrana | 13-5   | Muslim Tulszajew (11-3)         | TKO (przerwanie przez lekarza)           | 2     | 2:14 | KSW 97: Bajor vs. Scheffel                      | 24.08.2024               | Tarnów              |                                                                |
| Wygrana   | 13-4   | Michał Pietrzak (10-6-1)        | Decyzja (niejednogłośna)                 | 3     | 5:00 | XTB KSW 85: Parnasse vs. Ruchała                | 19.08.2023               | Nowy Sącz           |                                                                |
| Wygrana   | 12-4   | Henry Fadipe (13-9-1)           | Decyzja (jednogłośna)                    | 3     | 5:00 | XTB KSW 81: Bartosiński vs. Szczepaniak         | 22.04.2023               | Tomaszów Mazowiecki | Przejście do wagi półśredniej.                                 |
| Przegrana | 11-4   | Cezary Kęsik (12-1)             | TKO (ciosy pięściami)                    | 3     | 0:17 | KSW 64: Przybysz vs. Santos                     | 23.10.2021               | Łódź                | Bonus za walkę wieczoru.                                       |
| Wygrana   | 11-3   | Borys Borkowski (3-0)           | TKO (kontuzja – złamanie ręki)           | 1     | 1:03 | KSW 62: Kołecki vs. Szostak                     | 17.07.2021               | Warszawa            |                                                                |
| Wygrana   | 10-3   | Kacper Koziorzębski (7-2)       | Poddanie (duszenie gilotynowe)           | 3     | 4:07 | KSW 57: De Fries vs. Kita                       | 19.12.2020               | Łódź                | Debiut w KSW. Bonus za walkę wieczoru. Limit umowny -80 kg.    |
| Wygrana   | 9-3    | Łukasz Stanek (6-5)             | TKO (kolano na korpus i ciosy pięściami) | 1     | 2:29 | Armia Fight Night 8: MINUTOR Energia            | 11.09.2020               | Gliwice             | Limit umowny -80 kg.                                           |
| Przegrana | 8-3    | Tomasz Romanowski (11-7. 1NC)   | Decyzja (jednogłośna)                    | 3     | 5:00 | Tylko jeden – odc. 8                            | 01.05.2020 (data emisji) | Warszawa            | Finał „Tylko Jeden”.                                           |
| Przegrana | 8-2    | Tomasz Romanowski (10-7. 1NC)   | Decyzja (jednogłośna)                    | 3     | 4:00 | Tylko jeden – odc. 6                            | 17.04.2020 (data emisji) | Warszawa            | Półfinał „Tylko Jeden”.                                        |
| Wygrana   | 8-1    | Paweł Kiełek (9-5-1)            | Poddanie (duszenie gilotynowe)           | 1     | 1:21 | Tylko jeden – odc. 1                            | 06.03.2020 (data emisji) | Warszawa            | Ćwierćfinały „Tylko Jeden”.                                    |
| Wygrana   | 7-1    | Ruslan Heleshko (3-4-1)         | KO (wysokie kopnięcie na głowę)          | 1     | 2:12 | Wirtuoz Challenge – Rawa Mazowiecka Fight Night | 06.12.2019               | Rawa Mazowiecka     |                                                                |
| Wygrana   | 6-1    | Jarosław Lech (4-4)             | Poddanie (duszenie gilotynowe)           | 2     | 2:09 | FEN 26: The Greatness                           | 12.10.2019               | Wrocław             | Bonus za poddanie wieczoru. Limit umowny -86 kg.               |
| Wygrana   | 5-1    | Denis Kurdinov (2-0)            | KO (wysoke kopnięcie na głowę)           | 1     | 3:45 | Wirtuoz Challenge – Special Edition             | 13.09.2019               | Wolbórz             | Limit umowny -82 kg.                                           |
| Wygrana   | 4-1    | Mateusz Strzelczyk (8-7-1)      | Poddanie (duszenie zza pleców)           | 3     | 4:50 | FEN 24: All Or Nothing                          | 16.03.2019               | Warszawa            | Debiut w FEN. Bonus za poddanie wieczoru. Limit umowny -80 kg. |
| Wygrana   | 3-1    | Mateusz Grzeżółkowski (0-1)     | Poddanie (duszenie zza pleców)           | 1     | 0:54 | Wirtuoz Challenge 1 – Początek                  | 22.09.2018               | Wolbórz             | Limit umowny -80 kg.                                           |
| Wygrana   | 2-1    | Paweł Kiecana (0-1)             | TKO (ciosy pięściami)                    | 1     | 0:20 | WLC 3: Knockout                                 | 17.03.2018               | Wiśniowa Góra       |                                                                |
| Przegrana | 1-1    | Adrian Pohnke (0-0)             | Decyzja (jednogłośna)                    | 3     | 5:00 | Time of Masters 2: Real Force                   | 12.03.2016               | Sopot               |                                                                |
| Wygrana   | 1-0    | Jacek Bednorz (1-0)             | Poddanie (duszenie zza pleców)           | 2     | 2:29 | IFN 1: Let’s Begin                              | 24.10.2015               | Częstochowa         | Debiut w wadze średniej.                                       |

## Lista walk w grapplingu
| Wynik | Bilans | Przeciwnik       | Rozstrzygnięcie                             | Runda | Czas  | Rozgrywki                               | Data       | Miejsce | Uwagi                     |
| ----- | ------ | ---------------- | ------------------------------------------- | ----- | ----- | --------------------------------------- | ---------- | ------- | ------------------------- |
| Remis | 0-0-1  | Kamil Gawryjołek | Remis (brak zakończenia walki przed czasem) | 1     | 10:00 | Wirtuoz Challenge 8: Never Ending Story | 25.03.2022 | Wolbórz | Super Fight. Waga otwarta |